# Jerzy Biziewski
Jerzy Biziewski (ur. 10 sierpnia 1955 w Szczecinku) – generał dywizji Wojska Polskiego.

## Życiorys
W latach 1975–1979 był podchorążym Wyższej Szkoły Oficerskiej Wojsk Zmechanizowanych im. Tadeusza Kościuszki we Wrocławiu. Po ukończeniu szkoły i promocji został przydzielony do 49 Warszawskiego pułku zmechanizowanego w Wałczu i wyznaczony na stanowisko dowódcy plutonu piechoty zmotoryzowanej. Następnie, w tym samym pułku, dowodził kompanią i batalionem. W latach 1985–1988 był słuchaczem Akademii Sztabu Generalnego im. gen. broni Karola Świerczewskiego w Rembertowie. Po ukończeniu akademii zajmował stanowisko szefa sztabu 36 pułku zmechanizowanego w Trzebiatowie. W 1994 uzyskał doktorat nauk wojskowych (specjalność: taktyka) w Akademii Obrony Narodowej na podstawie pracy Manewr w obronie (na przykładzie wojen bliskowschodnich lat 1973–1991)  (promotor: płk prof. Zbigniew Ścibiorek). W latach 1996–1998 był adiunktem w Katedrze Taktyki, a następnie w Katedrze Strategii Akademii Obrony Narodowej w Rembertowie. Następnie pełnił służbę w Zarządzie Operacyjno–Strategicznym Sztabu Generalnego WP (1998–2002) i na stanowisku szefa Oddziału Transportu i Ruchu Wojsk w Dowództwie Sojuszniczych Sił Zbrojnych NATO w Brunssum (2002–2005). W międzyczasie ukończył Podyplomowe Studia Sztabowe w Akademii Obrony Królestwa Danii. W 2005 roku dowodził 1 Brygadą Pancerną w Wesołej. W tym samym roku został wyznaczony na stanowisko zastępcy szefa Zarządu w Generalnym Zarządzie Operacyjnym P-3 Sztabu Generalnego WP. W latach 2007–2008 był dowódcą II zmiany PKW Afganistan. 25 maja 2010 roku został dowódcą 2 Korpusu Zmechanizowanego w Krakowie. 26 lipca 2013 roku przekazał obowiązki dowódcy korpusu swojemu dotychczasowemu zastępcy, generałowi brygady Andrzejowi Knapowi i z dniem 1 sierpnia objął stanowisko Zastępcy Szefa Sztabu Naczelnego Dowództwa Połączonych Sił Zbrojnych NATO w Europie z siedzibą w Mons, w Belgii.

## Awanse
- generał brygady – 2006[6]
- generał dywizji – 2010[7][1][8][9]

## Odznaczenia
- Krzyż Komandorski Orderu Krzyża Wojskowego – 2008[10]
- Srebrny Krzyż Zasługi – 2002[11]
- Brązowy Krzyż Zasługi – 1997[12]
- Złoty Medal za Długoletnią Służbę – 2013[5]
- Gwiazda Afganistanu – 2011[13]
- Srebrny Medal „Siły Zbrojne w Służbie Ojczyzny”
- Złoty Medal „Za zasługi dla obronności kraju”
- Kordzik Honorowy Sił Zbrojnych RP (Wojska Lądowe) – 2013[5]
- Odznaka „Honoris Gratia” – 2013[5][14]
- Officer Legii Zasługi – Stany Zjednoczone, 2012[15][16][17]
- Bronze Star – Stany Zjednoczone
- Medal NATO za misję ISAF